# Часовня Боимов
Часовня Бои́мов (укр. Каплиця Боїмів, пол. Kaplica Boimów) — памятник львовской архитектуры. Была выстроена архитектором и скульптором А. Бемером, как склеп в 1609—1617 (по другим данным между 1609 и 1615 годами) для купеческой семьи Боимов.

## История
Сначала эта территория принадлежала городскому кладбищу. Строительство было начато Георгием Боимом, львовским купцом и ростовщиком венгерского происхождения, и завершено его сыном Павлом-Георгием.
Над украшением каплицы работали такие известные мастера, как Иоганн Пфистер и Гануш Шольц.
Стена, обращённая к Латинскому собору, покрыта сложной резьбой, интерьер украшен также резьбой по алебастру. На восточном фасаде сохранились портреты Георга Боима и его жены Ядвиги. Стена западного фасада полностью покрыта резьбой по камню. Высокую художественную ценность представляет скульптурная группа «Пиета» работы Яна Пфистера. Часовня имеет сходство с часовней Сигизмунда возле Вавельского кафедрального собора в Кракове.
Среди членов семьи, не похороненных в часовне, оказался один из шести сыновей Павла-Георгия, Михал Бойм, ставший иезуитским миссионером и умерший в 1659 г в джунглях на китайско-вьетнамской границе, пытаясь найти последнего императора династии Мин, Чжу Юлана, и доставить ему ответ римского папы Александра VII на просьбу китайцев о помощи против маньчжурских захватчиков.

## Галерея

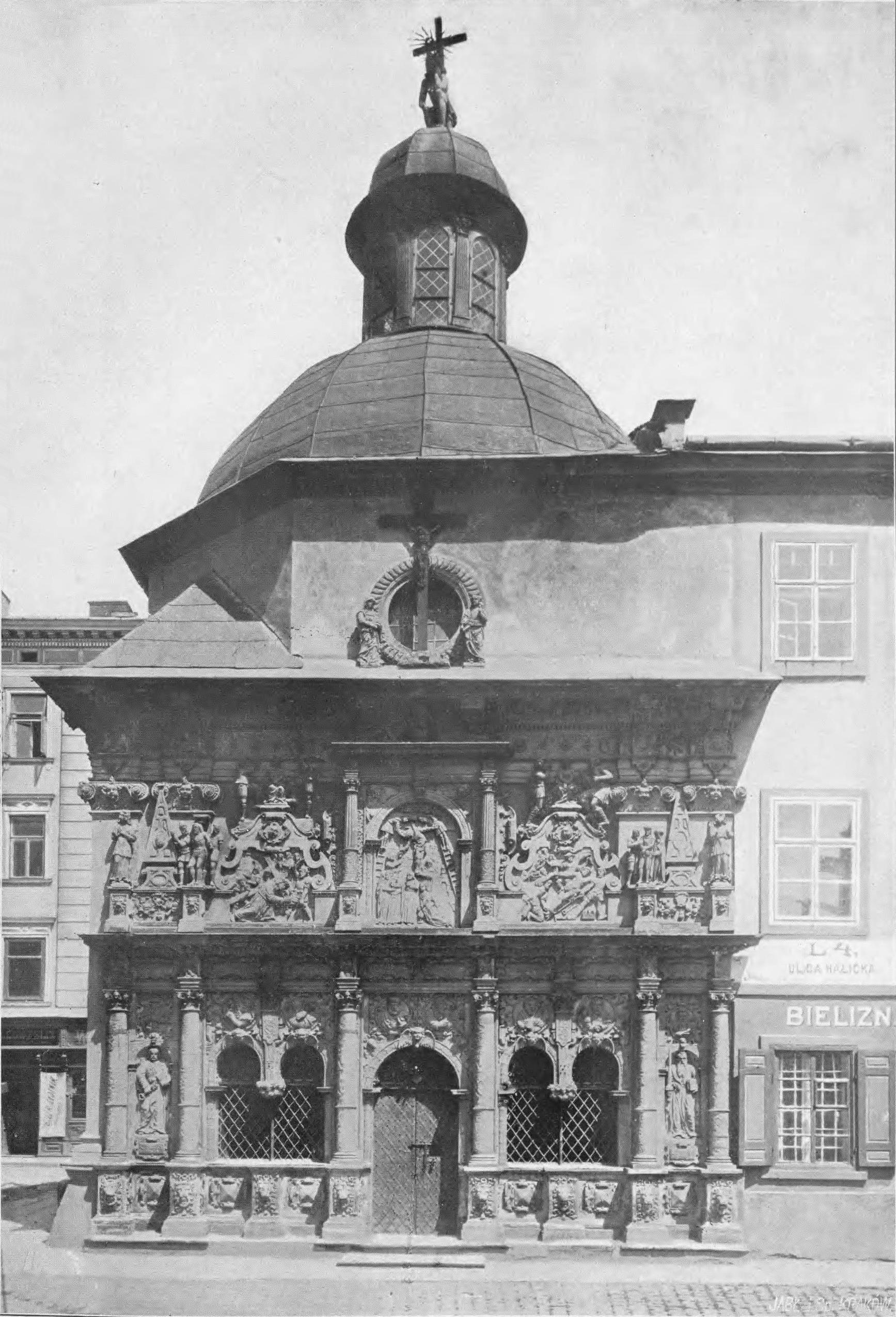
Часовня Боимов, 1900
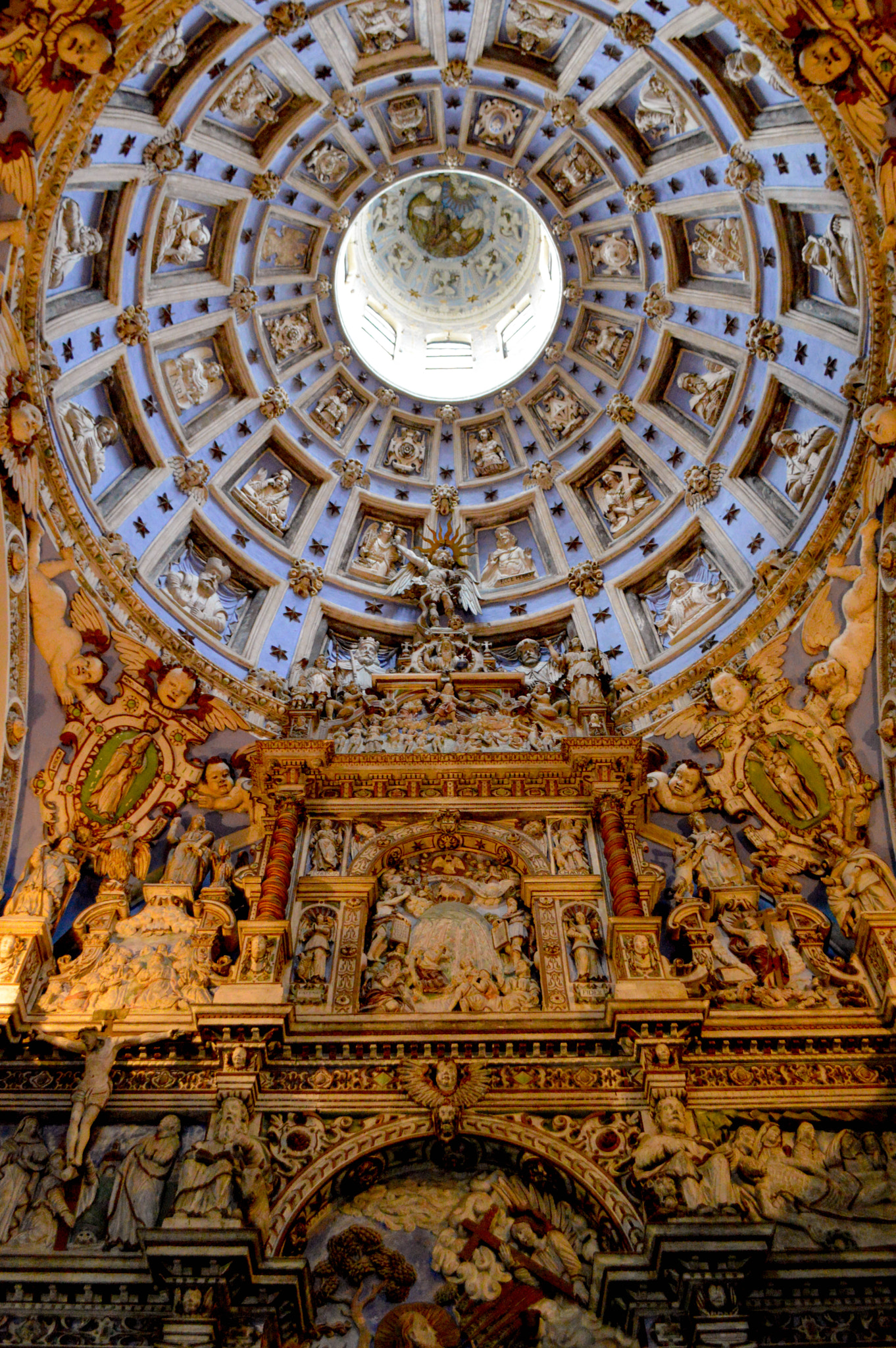
Алтарь
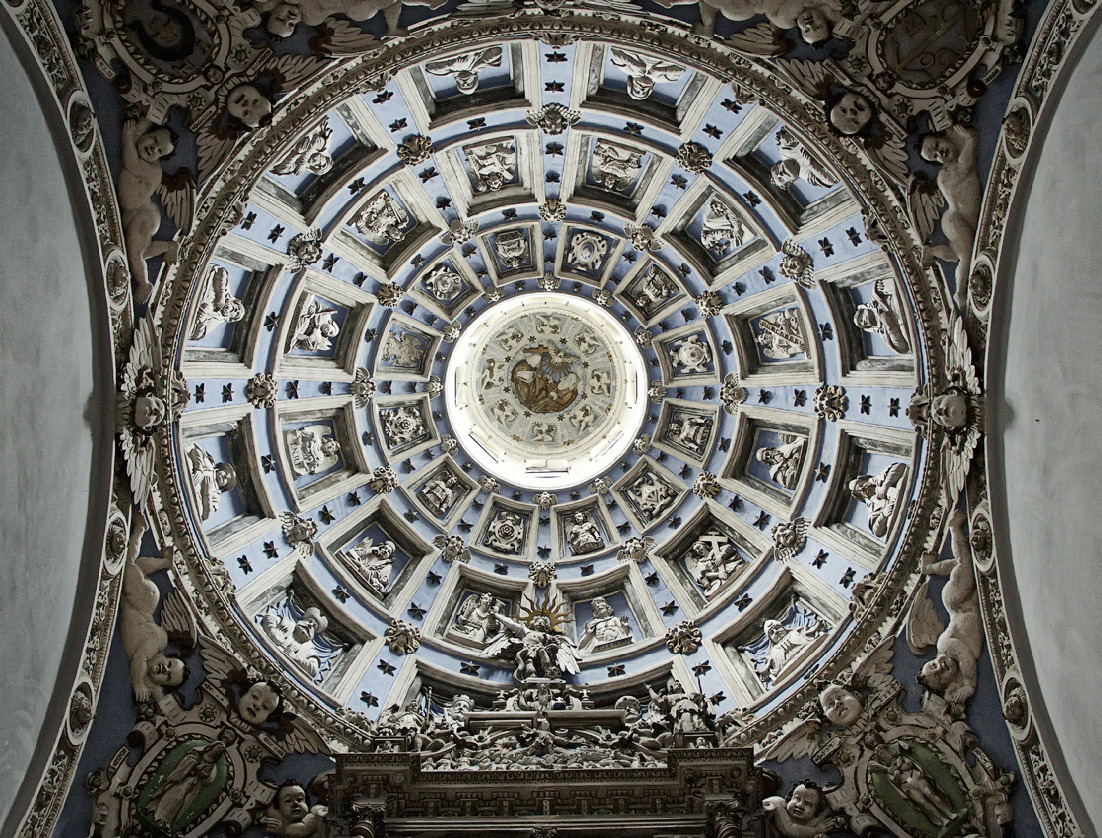
Внутренняя чаша купола
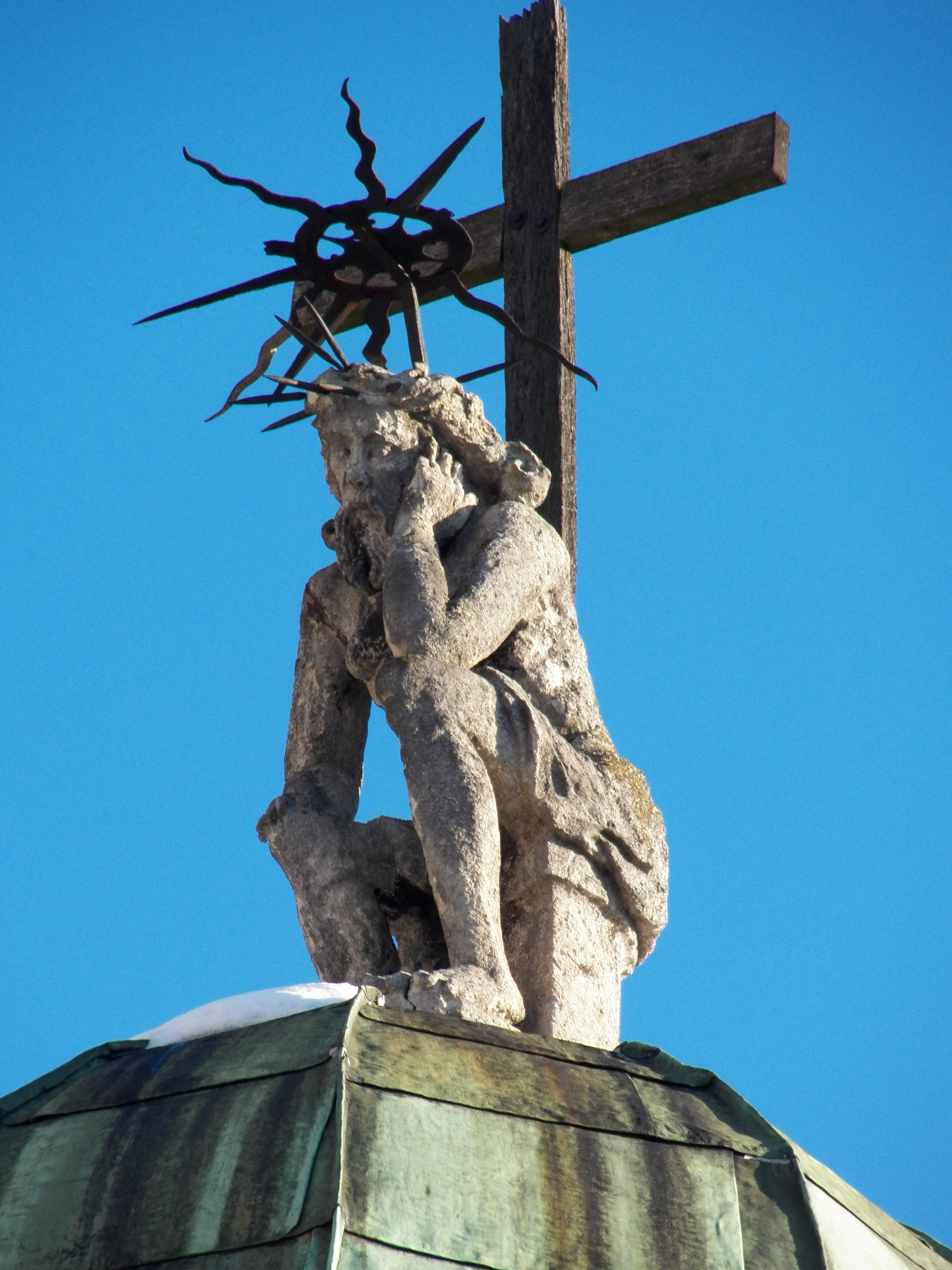
Скульптура Иисуса на куполе
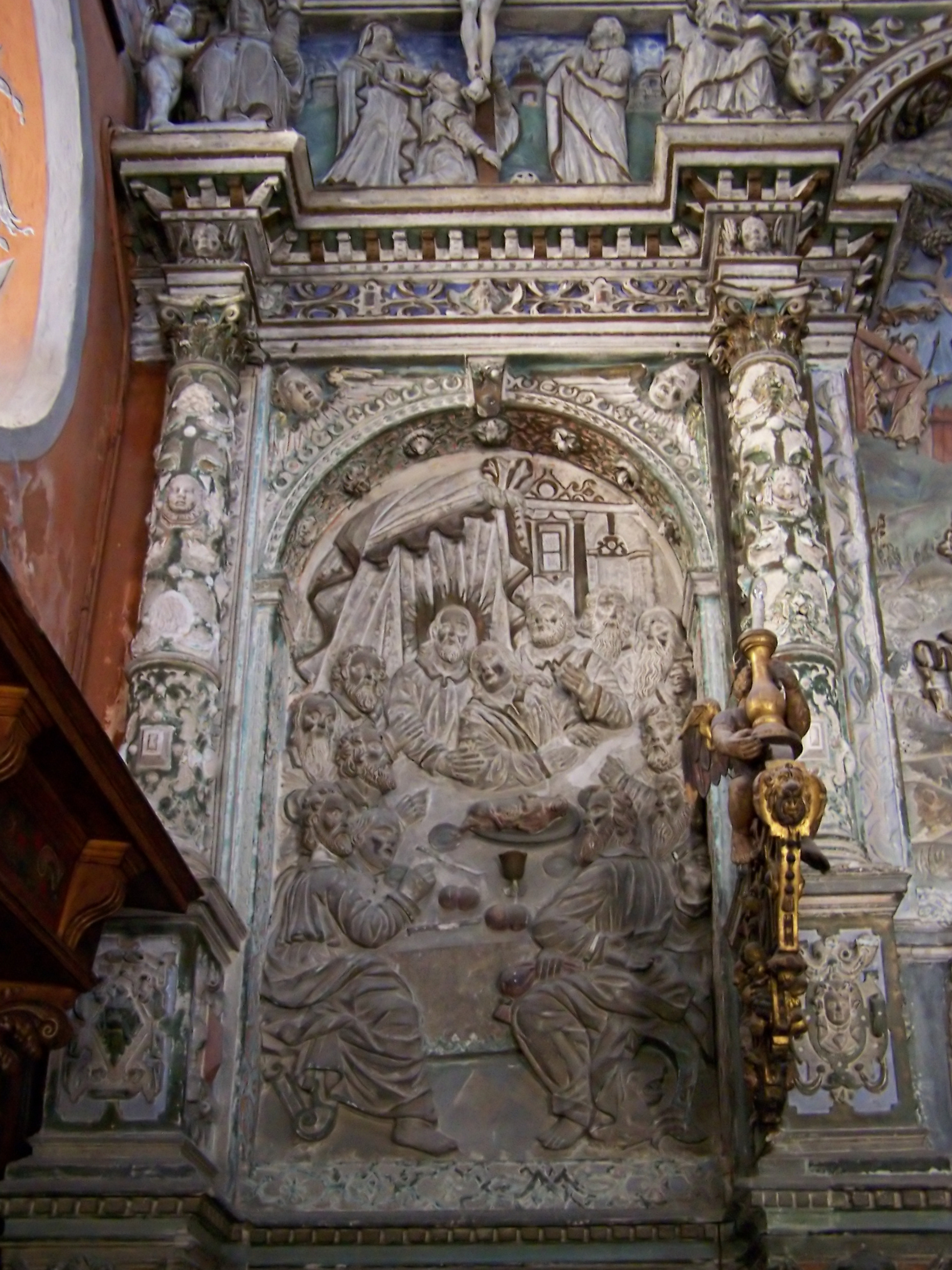
Алтарь, Тайная вечеря